# 診療看護師
診療看護師（しんりょうかんごし、英: Nurse practitioner、略称：NP）とは「日本NP教育大学院協議会(以下NP協議会)が認めるNP教育課程を修了し、本協議会が実施するNP資格認定試験に合格した者で、患者のQOL向上のために医師や多職種と連携・協働し、倫理的かつ科学的根拠に基づき一定レベルの診療を行うことができる看護師」である。
海外のナース・プラクティショナーをモデルにした高度実践看護師であるが、現段階では民間の資格である。
また、厚生労働省の医師・看護師などの働き方ビジョン検討会では、我が国において「診療看護師」は制度化されていないが、日本NP教育大学協議会の認める教育課程を経て認定された看護師が、特定行為として認められている医行為に加えて、挿管、腹腔穿刺等の医行為を行っている。
なお、同協議会の認定する看護師は、あくまで現行法の範囲内で、医師の指示の下、診療の補助を行うものであり、医師の指示を受けずに一定レベルの診断や治療などを行うことができる米国等の「ナース・プラクティショナー」とは異なる。と紹介されている。
日本看護系大学院協議会が認定する民間資格のJANPUナースプラクティショナーとは異なる資格である。

## 業務

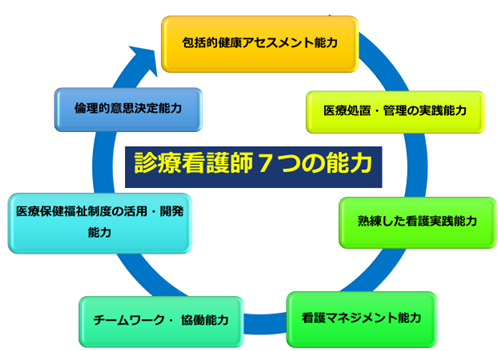

診療看護師は以下の7つの役割を担う。
1)包括的健康アセスメント能力
2)医療処置・管理の実践能力
3)熟練した看護実践能力
4)看護マネジメント能力
5)チームワーク・ 協働能力
6)医療保健福祉制度の活用・開発能力
7)倫理的意思決定能力

## 看護師の特定行為研修
診療看護師の大学院では看護師の特定行為研修も修了するので特定看護師と言える。しかし教育制度や実施する医行為の範囲、更新制度の有無などの違いがある。

## 養成と認定
日本では、一般社団法人日本ＮＰ教育大学院協議会の認可を受けた大学院修士課程により最短2年で養成される。その修了と必要な実地研修年数（看護師免許取得後5年）も踏まえて、日本NP教育大学院協議会が実施するNP認定試験を受験し合格した者に診療看護師の認定を行っている。この認定期間は5年であり、その後も5年ごとに研究業績など所定の書類を添えて更新手続きをとる必要がある。

## 人数
2021年4月時点
プライマリ領域（+小児領域）141名
クリティカル領域442名　
計583名が認定されている。

## 国家資格化への動き
NP協議会や日本看護協会はナース・プラクティショナーまたはそれに類似する資格を創設し医療ニーズに応えることが必要であると考えており、日本看護協会・日本看護連盟・一般社団法人 日本看護系大学協議会と連名で、自民党看護問題小委員会に要望書を提出している。